# Vito Marcantonio
Vito Antonio Marcantonio (ur. 10 grudnia 1902 w New York City, zm. 9 sierpnia 1954) – lewicowy amerykański polityk i kongresmen ze stanu Nowy Jork.

## Życiorys
Urodził się w rodzinie o włoskich korzeniach. Z wykształcenia i zawodu był prawnikiem. Po ukończeniu studiów w New York University w lipcu 1926 roku został przyjęty do palestry i rozpoczął własną praktykę adwokacką. W okresie od 1930 do 1931 roku sprawował funkcję asystenta prokuratora okręgowego.

### Kariera polityczna
W listopadzie roku 1934 został wybrany kongresmenem z ramienia Partii Republikańskiej i zasiadał w niej dwa lata od stycznia 1935 do stycznia 1937. W roku 1936 przegrał walkę o drugą dwuletnią kadencję.
Jednakże w roku 1939 ponownie zasiadł w Kongresie, tym razem jako członek jednej z tzw. trzecich partii – lewicowej Amerykańskiej Partii Pracy. Zasiadał w Izbie pięć kadencji do roku 1951, kiedy musiał odejść po przegranych wyborach.

#### W kampanii Nixona
Ubiegając się po raz pierwszy o miejsce w Izbie Reprezentantów z rodzinnej Kalifornii, przyszły prezydent Richard Nixon (w roku 1946) oskarżył swego przeciwnika, urzędującego kongresmena-demokratę Jerry’ego Voorhisa, reprezentującego światopogląd liberalny, o powiązania z lewicowym kongresmenem z Nowego Jorku Marcantonio i Komitetem Akcji Politycznej, liberalnej organizacji w Kalifornii. Nixon wygrał wówczas wybory, był to bowiem czas antylewicowej histerii związanej z ożywioną działalnością senatora Josepha McCarthy’ego (którego potem współpracownikiem był i Nixon). Drugi raz przyszły prezydent oskarżył swojego politycznego oponenta, Helen Gahagan Douglas o te same powiązania (włącznie z imiennie wymienionym Marcantonim) podczas walki o miejsce w Senacie w roku 1950, kiedy to również wyszedł zwycięsko.

### Po odejściu z polityki
Po przegranych w tym też roku wyborach Marcantonio zajmował się m.in. praktyką prawa w Nowym Jorku i Waszyngtonie. Ubiegał się też bez powodzenia u urząd burmistrza Nowego Jorku w roku 1949. Pochowany jest na Woodlawn Cemetery w Nowym Jorku.